# Elefenor
Elefenor, na mitologia grega, filho de Calcodonte e Alcione (segundo Pseudo-Apolodoro) ou de Calcodonte e Imonarete (segundo outras fontes), foi o rei da Eubeia durante a Guerra de Troia, para a qual ele levou quarenta navios.
Seu avô  foi Abas, filho de Netuno e Aretusa, o primeiro a reinar na Eubeia. Abas teve dois filhos com Aglaia, Calcodonte e Canethus, e foi morto, acidentalmente, por Elefenor, porque este viu o avô sendo conduzido com um escravo, que não o tratava com o devido cuidado, e, ao tentar acertar o escravo com um porrete, atingiu o avô, matando-o. Elefenor foi banido da Eubeia depois deste evento.
Calcodonte, sucessor de seu pai Abas, derrotou os tebanos, obrigando-os a pagar um tributo anual, mas foi derrotado por Anfitrião, pai humano de Héracles. Calcodonte e sua esposa Imonarete tiveram dois filhos, Elefenor e Pyraechmes. Pyraechmes renovou a guerra contra Tebas, mas foi derrotado e capturado por Héracles, que o executou amarrando-o a cavalos e fazendo ele ser esquartejado.
Elefenor recebeu os filhos de Teseu,  segundo Pausânias, quando Menesteu foi colocado como rei de Atenas por Castor e Pólux  ou, segundo Plutarco, quando Teseu voltou do cativeiro da Molóssia sob Aidoneus e encontrou os atenienses em rebelião contra ele.
Ele foi um dos pretendentes de Helena, a quem ofereceu vários presentes.
Elefenor levou os filhos de Teseu para a Guerra de Troia, como cidadãos privados. Ele foi morto na Guerra de Troia por Heitor.